# Robert ze Sablé
Robert ze Sablé († 28. září 1193) byl v letech 1191 – 1193 jedenáctý velmistr řádu templářů.

## Život
Pocházel z Anjou, kde jeho rod vlastnil rozsáhlé majetky v údolí řeky Sarth. V roce 1173 podporoval neúspěšné povstání mladého krále Jindřicha proti jeho otci králi Jindřichovi II. Do Palestiny odjel s třetí křížovou výpravou. Brzy se stal blízkým společníkem anglického krále Richarda I. Dokladem toho je, že byl jmenován jedním z pěti justiciarů velících křižácké flotile. Při zastávce na Sicílii v zimě 1190/1191 jednal královým jménem s králem Tankredem. Rovněž byl vybrán za jednoho z členů výboru, který rozhodoval o tom, jak bude naloženo s majetkem těch, kteří během výpravy zahynou.
Za jeho působení ve funkci velmistra se řád na čas stal majitelem ostrova Kypru. Neúměrně tvrdé jednání s místními obyvateli však vyvolalo protitemplářské povstání a řád ostrov raději v květnu 1192 prodal jeruzalémskému králi Guyovi de Lusignan. Vlastnictví některých kyperských hradů si však podržel.
Jeho postava se vyskytuje ve hře Assassin's Creed.